# Belding
Belding – miasto w Stanach Zjednoczonych, w stanie Michigan, w hrabstwie Ionia.